# Alonsoa auriculata
Alonsoa auriculata är en flenörtsväxtart som beskrevs av Friedrich Ludwig Diels. Alonsoa auriculata ingår i släktet eldblommor, och familjen flenörtsväxter. Inga underarter finns listade i Catalogue of Life.